# Apochinomma nitidum
Apochinomma nitidum är en spindelart som först beskrevs av Tord Tamerlan Teodor Thorell 1895.  Apochinomma nitidum ingår i släktet Apochinomma och familjen flinkspindlar. Inga underarter finns listade i Catalogue of Life.